# David Strauss
David Friedrich Strauss (Ludwigsburg, Württemberg, 27. siječnja 1808. – Ludwigsburg, 8. veljače 1874.) bio je njemački protestantski filozof, teolog i biograf čija je filozofija, koja je naglašavala društveni razvoj kroz unutarnji sukob suprotnih strana, bacila novi pogled na interpretaciju Biblije tako što je objašnjavao navode o Isusu Kristu u Novom zavjetu kroz mitološki pogled.
Tijekom obrazovanja na sveučilištu u Tübingenu, gdje je studirao teologiju i Berlinu (1825. – 1831.), u razdoblju u kojem je na njega utjecalo Hegelovo učenje, Strauss je iznio teoriju prema kojoj se kršćanstvo razvijalo kroz međudjelovanje suprotnih struja i interpretacija, te na kraju dovelo do više religiozne sinteze koju imamo danas. Takva je analiza nadahnula njegovo prvo važno djelo, Isusov život: kritički ispitan (Das Leben Jesu: kritisch bearbeitet), iz 1836. U njemu je odbacio povijesnu vrijednost Evanđelja te odbacio nadnaravne navode kao "mitologiju" ili nenamjerno stvoreno oličenje nade pisaca iz 2. stoljeća iz primitivnih kršćanskih zajednica.  
Njemački su protestanti žestoko napali Straussa koji je potom pokušao ublažiti svoju kritiku komentarom da njegov rad ne uništava kršćanstvo jer "se ionako sve religije temelje na idejama, ne na činjenicama". Ipak, isključen je iz predavanja i u Tübingenu i na sveučilištu u Zürichu.
Umirovljen i udaljen od akademskih teoloških krugova više od 20 godina, prebivao je u Ludwigsburgu i Darmstadtu, gdje je napisao nekoliko biografija političkih i intelektualnih figura te je držao politički ured kao provincijski zakonodavac. Završio je s relizioznim temama kada je 1872. objavio Der alte und der neue Glaube [Stara i nova vjera], u kojoj je htio zamijeniti kršćanstvo znanstvenim materijalizmom. Iako su ga kritizirali zbog nerazumijevanja biblijskih i teoloških tekstova, Strauss je svejedno utjecao na znanstvenike i istraživače Biblije 20. stoljeća, pogotovo na polju povijesnog Isusa.